# Hayden Panettiere
Hayden Lesley Panettiere (Palisades, 21 de agosto de 1989) é uma atriz, cantora e modelo estadunidense indicada ao Globo de Ouro por sua atuação em Nashville. É mais conhecida por seus papéis como a líder de torcida Britney Allen em As Apimentadas: Tudo ou Nada e Kirby Reed na franquia de terror slasher Scream.

## Biografia
Panettiere nasceu e foi parcialmente criada em Palisades, no condado de Rockland, em estado de Nova Iorque. Filha de Lesley R. Vogel, uma antiga atriz de telenovelas, e Alan L. "Skip" Panettiere, um tenente do corpo de bombeiros. Panettiere, cujo sobrenome significa "padeiro" em italiano, é de ascendência italiana. Tinha um irmão mais novo, o também ator Jansen Panettiere, falecido em 2023.
Embora Panettiere tenha frequentado a South Orangetown Middle School, em Nova Iorque, foi educada em casa a partir da oitava série. Por agora, Panettiere adiou a ida para a faculdade em prol de sua carreira como atriz.
Namorou o ator Milo Ventimiglia, o seu colega de Heroes, entre 2007 e 2009.
Panettiere foi casada com o pugilista ucraniano Wladimir Klitschko, com quem teve um relacionamento entremeado de separações. Em 9 de Dezembro de 2014 nasceu no Havaí a filha do casal, Kaya Evodkia Klitschko; após seu nascimento a atriz sofreu de depressão pós-parto, chegando a internar-se em outubro de 2015 para tratar-se; após a separação definitiva do casal em 2018 Kaya passou a viver com a família paterna, na Ucrânia, vendo a mãe regularmente.
Em fevereiro de 2020, no condado de Teton (Wyoming), foi agredida com um soco no rosto por seu então namorado, Brian Hickerson, com quem tinha um relacionamento de ano e meio e outro incidente relatado de violência doméstica em 2019; Brian, um aspirante a ator, foi preso na ocasião e a atriz apresentava marcas de agressão.

### Ativismo
Em 31 de outubro de 2007, Panettiere ingressou com a Sea Shepherd para tentar impedir a caça anual de golfinhos em Taiji, Wakayama, no Japão. Esteve envolvida em um confronto entre pescadores japoneses e cinco outros surfistas da Austrália e dos Estados Unidos (incluindo a ex-estrela de Home and Away, Isabel Lucas). O confronto durou mais de dez minutos antes que os surfistas fossem obrigados a voltar para a praia, e depois obrigados a abandonar o país. Os pescadores consideram a condenação como um ataque à sua cultura.
Em novembro de 2007 foi premiada com o Compassion in Action Award, pelo grupo dos direitos dos animais PETA pelos seus esforços para interromper a caça aos golfinhos no Japão. Sua militância foi, no entanto, criticada pela maior parte da mídia japonesa e do público que considerou a intervenção como uma ofensa à sua cultura. Hayden é vegetariana.

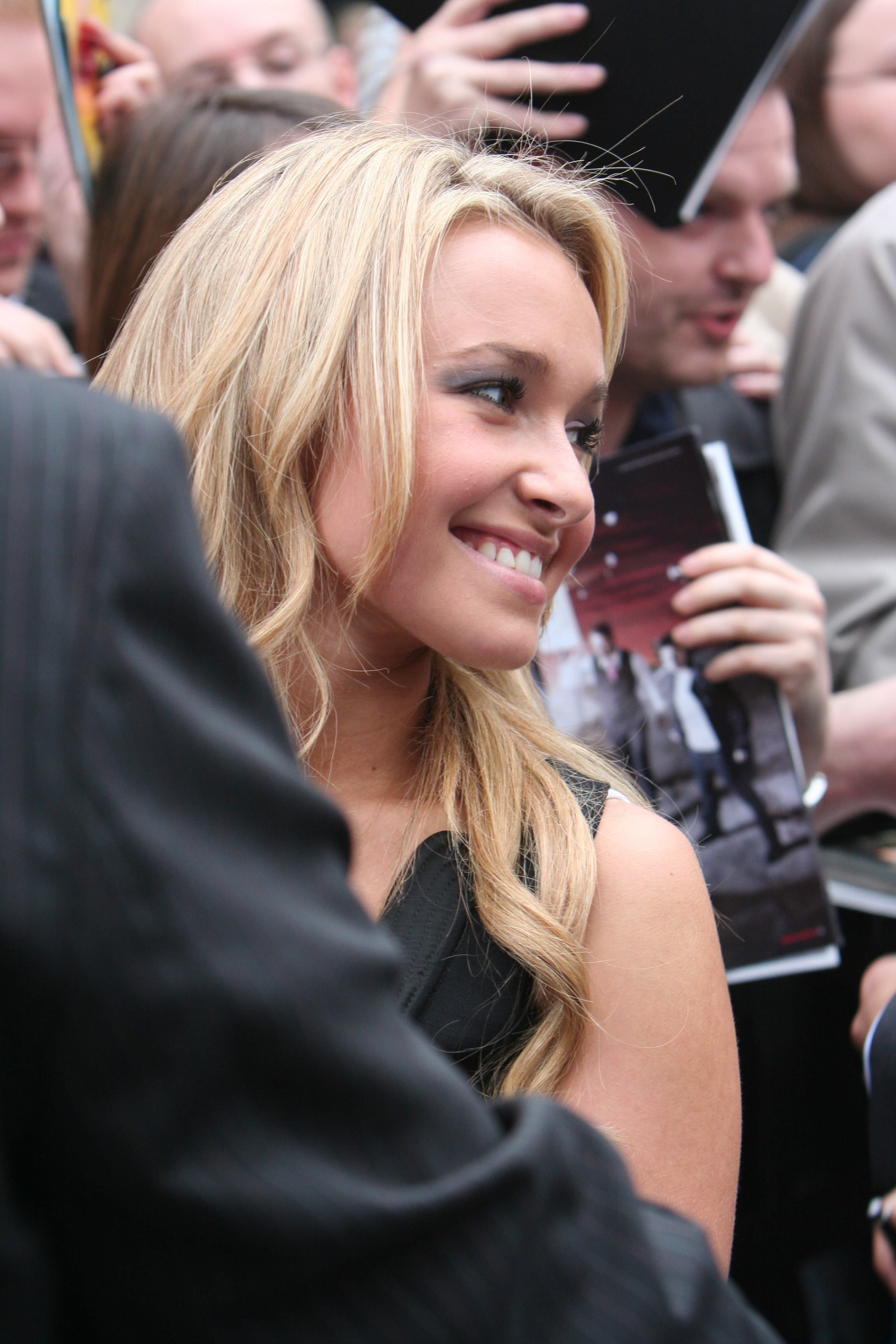
Panettiere em 2005.

Em 28 de janeiro de 2008 Panettiere entregou uma carta de protesto ao embaixador norueguês nos Estados Unidos, argumentando que a Noruega deveria interromper a caça de baleias. Também entregou uma carta ao embaixador japonês apelando para o fim da caça de baleias.
Em 2007 Panettiere tornou-se membro oficial da Ronald McDonald House Charities.
Em maio de 2008 Panettiere esteve envolvida em um leilão do eBay para beneficiar a SaveTheWhalesAgain.com. O leilão incluía convites para um jantar em Hollywood no restaurante Beso, de propriedade de Eva Longoria Parker, e um passeio turístico, com Panettiere, ao largo da costa de Santa Barbara. No mesmo mês, durante uma entrevista a Teen Vogue, Hayden explicou que sua fama lhe dá uma plataforma para o seu ativismo: "A série (Heroes) colocou-me em um lugar para falar de coisas pelas quais sou apaixonada".
Em outubro de 2008 Panettiere desenvolveu atividades para a eleição presidencial. Panettiere participou de um anúncio de serviço público através do website Funny or Die. Neste vídeo Panettiere satiriza John McCain. Posteriormente deixou clara a sua intenção de votar a favor de Barack Obama, e convocou os jovens a votarem.
Panettiere também apareceu em um anúncio eleitoral com o senador Paul Strauss endossando o voto para o Distrito de Colúmbia.
Panettiere é embaixadora da Candie's Foundation, cuja missão é lutar contra a gravidez na adolescência. Em 6 de maio de 2009 ela participou de uma reunião na Câmara Municipal na Cidade de Nova Iorque ao lado de Bristol Palin para discutir sobre a questão da gravidez na adolescência.

## Vida profissional
Panettiere deu início a sua carreira aos quatro meses de idade, quando sua mãe a levou para fazer comerciais. Apareceu pela primeira vez em um anúncio publicitário aos onze meses de vida, aparecendo em um anúncio para a Playskool. Aos quatro anos, em 1993, Hayden foi escalada para a novela One Life to Live, onde permaneceu até 1997.
No cinema, Hayden iniciou no filme Remember the Titans (br: Duelo de Titãs), em 2000, e Joe Somebody (br: Super Pai), no ano seguinte. Participou de vários filmes de animação como, em 1998,  A Bug's Life (br: Vida de Inseto, voz de Dot, a formiga filha mais nova da Rainha), em seguida, Dinosaur (Dinossauro). Esteve também em Racing Stripes (br: Deu Zebra) onde atuou junto com personagens de animação.
Atuou no papel de "Sarah Roberts", em seguida veio o papel de Lizzie Spaulding, na novela da CBS, Guiding Light. Em Guiding Light, Panettiere interpretou uma personagem que sofria de leucemia, para chamar a atenção dos telespectadores e melhorar a consciência nacional quanto à doença, a Leukemia and Lymphoma Society, ofereceu um prêmio especial à novela, em reconhecimento a seus esforços.
Panettiere aparece como Claire Bennet na série da NBC, Heroes uma líder de torcida com poderes de regeneração. Graças ao seu papel em Heroes, ela se tornou presença constante em convenções de ficção científica por todo o mundo em 2007, incluindo GenCon, New York Comic-Con, e Fan Expo Canada.
Apareceu em mais de uma dúzia de longas-metragens, fez vários filmes para televisão e já emprestou a voz para a personagem "Dot" em Vida de Inseto. Ela desempenhou o papel da filha do treinador, "Sheryl Yoast" em Duelo de Titãs de 2000. Além disso, ela expressou "Kairi" em Kingdom Hearts, série de jogos de vídeo game para o PlayStation 2. Panettiere apareceu na série da FOX, Ally McBeal como a filha de Ally McBeal, e teve um papel recorrente na série Malcolm in the Middle além de estrelar em Law & Order: Special Victims Unit. Também estrelou em As Apimentadas: Tudo ou Nada como uma líder de torcida e teve um papel coadjuvante/secundária como Adelaide Bourbon no filme independente de 2007 Shanghai Kiss (br: O Amor em Beverly Hills). Atuou em filmes da Disney Channel, como Tiger Cruise, Raising Helen (br: Um Presente Para Helen), no papel da sobrinha adolescente de Kate Hudson, e em Ice Princess (br: Sonhos no Gelo), como uma popular estudante e patinadora rival.

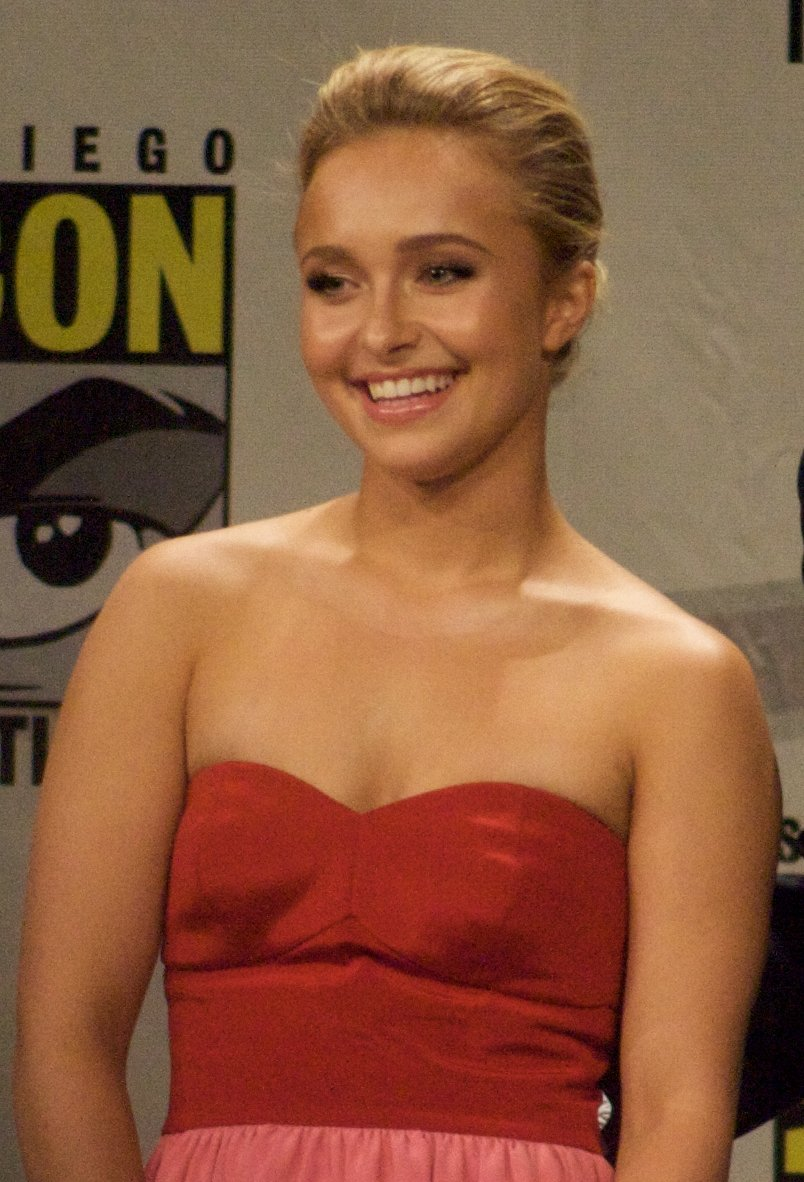
Panettiere na Comic-Con de 2008.

Participou do filme de drama Fireflies in the Garden (br: Um Segredo Entre Nós) como Jane Lawrence, uma versão mais nova da personagem de Emily Watson. Em junho de 2007, assinou com a William Morris Agency, após ser previamente representada pela United Talent Agency. A Forbes estimou que ela ganhou U$2 milhões em 2007.
No início de 2007 Panettiere apareceu na MTV no programa  Punk'd, de Ashton Kutcher. Em dezembro de 2007 Panettiere foi indicada pela revista GQ como "obsessão do ano".
Em setembro de 2008, apareceu em um vídeo de sátira (aviso de utilidade pública) para o funnyordie.com, intitulado "Hayden Panettiere PSA: Seu Voto, Sua Escolha". Mais uma vez, em outubro, Panettiere apareceu em outro vídeo, novamente para o funnyordie.com intitulado "Vote em McCain: Ele é exatamente como George Bush, exceto pela idade e com um temperamento pior".
Em julho de 2009 estrelou a comédia teen I Love You, Beth Cooper.
Foi indicada para um Grammy em 1999 por A Bug's Life, de 2000. Gravou uma canção chamada "My Hero Is You", com um videoclipe para o Disney Channel, e estrelou o filme, Tiger Cruise. Gravou uma canção chamada "I Fly" para o filme Ice Princess, da Disney, que co-estrelou. Gravou também uma canção para a compilação Girlnext e outra canção para Girlnext 2. Em 2007 gravou uma canção chamada "Try" para a trilha sonora de Bridge to Terabithia (br: Ponte para Terabítia) e uma balada chamada "I Still Believe" para Cinderella III: A Twist in Time.
Seu primeiro single, "Wake Up Call", foi lançado em agosto.
Em 2015 interpretou a personagem  Samantha no jogo Until Dawn, lançado para Playstation 4 no dia 4 de Agosto de 2015 pela Supermassive games e publicado pela Sony Computer Entertainment.

## Carreira

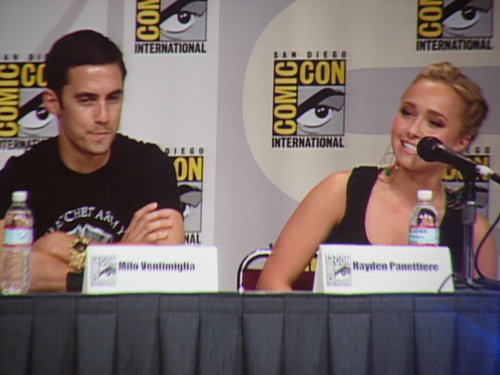
Panettiere com Milo Ventimiglia.

| Cinema    | Cinema                                  | Cinema                                    | Cinema                                                                         |
| Ano       | Título                                  | Título em português                       | Papel                                                                          |
| --------- | --------------------------------------- | ----------------------------------------- | ------------------------------------------------------------------------------ |
| 1996      | How Do You Spell God?                   |                                           |                                                                                |
| 1998      | The Object of My Affection              | br: A Razão do Meu Afeto                  | Sereia                                                                         |
| 1998      | A Bug's Life                            | br: Vida de Inseto                        | Dot (voz)                                                                      |
| 1999      | Message in a Bottle                     | br: Uma Carta de Amor                     | Garota no barco                                                                |
| 1999      | Too Rich: The Secret Life of Doris Duke |                                           | Doris Duke (jovem) - para televisão                                            |
| 1999      | If You Believe                          |                                           | Susan "Suzie" Stone (jovem) - para televisão                                   |
| 2000      | Dinosaur                                | br: Dinossauro                            | Suri (voz)                                                                     |
| 2000      | Remember the Titans                     | br: Duelo de Titãs                        | Sheryl Yoast                                                                   |
| 2001      | Chestnut Hill                           |                                           | Molly Eastman (para televisão)                                                 |
| 2001      | The Affair of the Necklace              | br: O Enigma do Colar                     | Jeanne (jovem)                                                                 |
| 2001      | Joe Somebody                            | br: Super Pai                             | Natalie Scheffer                                                               |
| 2002      | Kingdom Hearts                          |                                           | Kairi (voz na versão em inglês)                                                |
| 2002      | The Mark of Kri                         |                                           | Tati (voz)                                                                     |
| 2003      | Normal                                  |                                           | Patty Ann Applewood (para televisão)                                           |
| 2004      | Raising Helen                           | br: Um Presente Para Helen                | Audrey Davis                                                                   |
| 2004      | Tiger Cruise                            |                                           | Maddie Dolan (para televisão)                                                  |
| 2004      | The Dust Factory                        |                                           | Melanie Lewis                                                                  |
| 2005      | Racing Stripes                          | br: Deu Zebra                             | Channing Walsh                                                                 |
| 2005      | Lies My Mother Told Me                  |                                           | Haylei Sims (para televisão)                                                   |
| 2005      | Ice Princess                            | br: Sonhos no Gelo                        | Gen Harwood                                                                    |
| 2005      | Kingdom Hearts II                       |                                           | Kairi (voz na versão em inglês)                                                |
| 2006      | Mr. Gibb                                |                                           | Allyson "Ally" Palmer                                                          |
| 2006      | The Architect                           |                                           | Christina Waters                                                               |
| 2006      | Bring It On: All or Nothing             | br: As Apimentadas: Tudo ou Nada          | Britney Allen                                                                  |
| 2007      | Shanghai Kiss                           | br: O Amor em Beverly Hills               | Adelaide Bourbon                                                               |
| 2007      | Kingdom Hearts II: Final Mix+           |                                           | Kairi (voz na versão em inglês)                                                |
| 2008      | Fireflies in the Garden                 | br: Um Segredo Entre Nós                  | Jane Lawrence (jovem)                                                          |
| 2008      | Scooby-Doo and the Goblin King          | br: Scooby-Doo e o Rei dos Duendes        | Princesa Willow (voz)                                                          |
| 2009      | I Love You, Beth Cooper                 | br: Eu Te Amo, Beth Cooper                | Beth Cooper                                                                    |
| 2010      | Alpha and Omega                         |                                           | Kate (voz)                                                                     |
| 2011      | Amanda Knox: Murder on Trial in Italy   |                                           | Amanda Knox                                                                    |
| 2011      | Scream 4                                | br: Pânico 4                              | Kirby Reed                                                                     |
| 2011      | Hoodwinked Too! Hood vs. Evil           | br: Deu a Louca na Chapeuzinho Vermelho 2 | Chapeuzinho Vermelho (voz)                                                     |
| 2012      | The Forger                              |                                           | Amber                                                                          |
| 2012      | Over the Wall                           |                                           | Billy Jean                                                                     |
| 2012      | Downers Grove                           |                                           |                                                                                |
| 2016      | Custody                                 |                                           | Ally Fisher                                                                    |
| 2022      | Scream                                  | br: Pânico                                | Kirby Reed (Fotografia e voz cameo; creditada com um "agradecimento especial") |
| 2023      | Scream VI                               | br: Pânico 6                              | Kirby Reed                                                                     |
| Televisão |                                         |                                           |                                                                                |
| Ano       | Título                                  | Papel                                     | Episódios                                                                      |
| 1996      | Aliens in the Family                    | Garotinha                                 | 1 episódio                                                                     |
| 1997      | Unhappily Ever After                    | Garotinha                                 | 1 episódio                                                                     |
| 1994/1997 | One Life to Live                        | Sarah Victoria "Flash" Roberts            | 25 episódios                                                                   |
| 1998      | A Will of Their Own                     |                                           | Minissérie                                                                     |
| 1999      | Touched by an Angel"                    | Diana                                     | 1 episódio                                                                     |
| 1996/2000 | The Guiding Light                       | Elizabeth "Lizzie" Spaulding              | 41 episódios                                                                   |
| 2002      | Ally McBeal                             | Maddie Harrington                         | 11 episódios                                                                   |
| 2004      | Fillmore!                               | Yumi                                      | 1 episódio                                                                     |
| 2001/2005 | Law & Order: Special Victims Unit       | Angela Agnelli / Ashley Austin Black      | 2 episódios                                                                    |
| 2003/2005 | Malcolm in the Middle                   | Jessica                                   | 4 episódios                                                                    |
| 2006      | Skater Boys                             | Kassidy Parker                            | 1 episódio                                                                     |
| 2006      | Commander in Chief                      | Stacy                                     | 1 episódio                                                                     |
| 2007      | Robot Chicken                           | Cheetara                                  | 1 episódio                                                                     |
| 2006/2010 | Heroes                                  | Claire Bennet                             | 74 episódios                                                                   |
| 2012/2018 | Nashville                               | Juliette Barnes                           | 112 episódios                                                                  |

### Outros
| Categoria Jogos | Categoria Jogos | Categoria Jogos                         | Categoria Jogos | Categoria Jogos            |
| Ano             | Título          | Papel                                   | Nota            | Estilo de Jogo             |
| --------------- | --------------- | --------------------------------------- | --------------- | -------------------------- |
| 2015            | Until Dawn      | Samantha (voz e modelo para personagem) | Jogo video-game | Aventura e Survival/Horror |

### Prêmios e indicações
| Prêmios | Prêmios   | Prêmios                | Prêmios                                                                                   | Prêmios                 |
| Ano     | Resultado | Premiação              | Categoria                                                                                 | Título                  |
| ------- | --------- | ---------------------- | ----------------------------------------------------------------------------------------- | ----------------------- |
| 1999    | Indicada  | Young Artist Awards    | Melhor dublagem                                                                           | A Bug's Life            |
| 2000    | Indicada  | Sierra Awards          | Jovem em filme                                                                            | Dinosaur                |
| 2000    | Indicada  | YoungStar Awards       | Melhor dublagem                                                                           | Dinosaur                |
| 2000    | Indicada  | Young Artist Awards    | Melhor performance em filme de TV ou piloto - jovem atriz até dez anos                    | If You Believe          |
| 2000    | Indicada  | YoungStar Awards       | Melhor atriz                                                                              | The Guiding Light       |
| 2001    | Indicada  | PFCS Awards            | Melhor performance jovem em papel principal ou coadjuvante/secundário                     | Remember the Titans     |
| 2001    | Venceu    | Young Artist Awards    | Melhor performance em filme - atriz jovem coadjuvante/secundária                          | Remember the Titans     |
| 2002    | Indicada  | Young Artist Awards    | Melhor Performance em Filme - Atriz Jovem Principal                                       | Joe Somebody            |
| 2005    | Indicada  | Young Artist Awards    | Melhor performance em filme de televisão, minissérie ou especial - atriz jovem principal  | Tiger Cruise            |
| 2007    | Venceu    | Saturn Awards          | Melhor atriz coadjuvante/secundária em programa de TV                                     | Heroes                  |
| 2007    | Venceu    | Teen Choice Awards     | Escolha de atriz de TV: drama                                                             | Heroes                  |
| 2007    | Indicado  | Teen Choice Awards     | Escolha da TV: estreia                                                                    | Heroes                  |
| 2007    | Venceu    | Young Artist Awards    | Melhor performance em série de TV (comédia ou drama) - atriz jovem coadjuvante/secundária | Heroes                  |
| 2007    | Venceu    | Vail Film Festival     | Estrela em Ascensão                                                                       |                         |
| 2007    | Venceu    | Feature Film Awards    | Desempenho                                                                                | Shanghai Kiss           |
| 2008    | Venceu    | Genesis Awards         | Top Honor                                                                                 |                         |
| 2008    | Indicada  | Saturn Awards          | Melhor atriz coadjuvante/secundária na TV                                                 | Heroes                  |
| 2008    | Venceu    | Teen Choice Awards     | Escolha de atriz de TV: ação-aventura                                                     | Heroes                  |
| 2009    | Indicada  | Teen Choice Awards     | Escolha de verão: estrela de cinema - feminino                                            | I Love You, Beth Cooper |
| 2009    | Indicada  | Saturn Awards          | Melhor atriz coadjuvante/secundária em TV                                                 | Heroes                  |
| 2009    | Indicada  | Teen Choice Awards     | Escolha de atriz de TV: ação-aventura                                                     | Heroes                  |
| 2010    | Indicada  | Saturn Awards          | Melhor atriz coadjuvante/secundária em TV                                                 | Heroes                  |
| 2012    | Indicada  | Satellite Award        | Melhor atriz de série dramática em TV                                                     | Nashville               |
| 2012    | Indicada  | Golden Globe Awards    | Melhor atriz coadjuvante/secundária em Série, Minissérie ou Filme para Tv                 | Nashville               |
| 2013    | Indicada  | Teen Choice Awards     | Melhor atriz de drama em TV                                                               | Nashville               |
| 2013    | Indicada  | Golden Globe Award     | Melhor atriz coadjuvante/secundária em Série, Minissérie ou Filme para TV                 | Nashville               |
| 2014    | Indicada  | Golden Globe Award     | Melhor atriz coadjuvante/secundária em Série, Minissérie ou Filme para TV                 | Nashville               |
| 2015    | Indicada  | Teen Choice Awards     | Melhor atriz de TV: Drama                                                                 | Nashville               |
| 2015    | Indicada  | People's Choice Award  | Melhor atriz dramática de Tv Favorita                                                     | Nashville               |
| 2016    | Indicada  | Critics' Choice Awards | Atriz Coadjuvante em Série Dramática                                                      | Nashville               |

### Discografia

#### Álbuns
Falling Down
- Lançamento:
- Gravadora: Hollywood Records
- Pico na Billboard:
- Cópias vendidas:
- Singles:
  - 2008: "Wake Up Call"

| Ano  | Título                                               | Posição         | Posição         | Posição | Posição | Álbum                                     |
| Ano  | Título                                               | EUA Hot Country | Country Airplay | EUA 100 | Pop 100 | Álbum                                     |
| ---- | ---------------------------------------------------- | --------------- | --------------- | ------- | ------- | ----------------------------------------- |
| 2008 | Wake Up Call                                         | —               | —               | 125     | 97      | Falling Down                              |
| 2012 | Undermine (with Charles Esten)                       |                 |                 |         |         | The Music of Nashville: Season 1 Volume 1 |
| 2012 | Wrong Song (with Connie Britton)                     |                 |                 |         |         | The Music of Nashville: Season 1 Volume 1 |
| 2012 | Telescope                                            | 36              | 33              | —       | —       | The Music of Nashville: Season 1 Volume 1 |
| 2013 | Fame (duet with Richard Madenfort)                   |                 |                 |         |         | baixar apenas                             |
| 2013 | Hypnotizing                                          | 29              | 39              | —       | 16      | The Music of Nashville: Season 1 Volume 2 |
| 2013 | Nothing in This World Will Ever Break My Heart Again |                 |                 |         |         | The Music of Nashville: Season 1 Volume 2 |
| 2014 | Crazy (traditional version)                          |                 |                 |         |         | baixar apenas                             |
| 2014 | Don't Put Dirt on My Grave Just Yet                  |                 |                 |         |         | The Music of Nashville: Season 2 Volume 2 |
| 2014 | White Christmas                                      |                 |                 |         |         | Christmas With Nashville                  |
| 2015 | Crazy (duet with Steven Tyler)                       |                 |                 |         |         | The Music of Nashville: Season 4 Volume 1 |

#### Trilhas sonoras
| Ano  | Título | Álbum                                                       | Notas |
| ---- | --- | ----------------------------------------------------------- | ----- |
| 2004 | "Someone Like You" (feat. Watt White) | The Dust Factory                                            |       |
| 2005 | "My Hero is You" | Tiger Cruise / Disney Channel Hits: Take 2                  |       |
| 2005 | "I Fly" | Ice Princess e Disney Girlz Rock                            |       |
| 2005 | "Cruella de Vil" | DisneyMania 5                                               |       |
| 2006 | "Your New Girlfriend" | Girl Next Vol.1                                             |       |
| 2007 | "Home" | Shanghai Kiss                                               |       |
| 2007 | "I Still Believe" | Cinderella III: A Twist in Time                             |       |
| 2007 | "Try" | Bridge to Terabithia e Disney Girlz Rock, Vol. 2            |       |
| 2007 | "Go to Girl" | Girl Next Vol.2                                             |       |
| 2011 | "I Can Do It Alone" | Hoodwinked Too! Hood vs. Evil!                              |       |
| 2011 | "Inseparable" | Hoodwinked Too! Hood vs. Evil!                              |       |
| 2012 | "Love Like Mine" | The Music of Nashville: Season 1 Volume 1                   |       |
| 2012 | "Telescope (Radio Mix)" | The Music of Nashville: Season 1 Volume 1                   |       |
| 2012 | "Boys And Buses" | The Music of Nashville, Season One: The Complete Collection |       |
| 2012 | "Yellin' From The Rooftop" | The Music of Nashville, Season One: The Complete Collection |       |
| 2012 | "For Your Glory" | The Music of Nashville, Season One: The Complete Collection |       |
| 2013 | "We Are Water" | The Music of Nashville: Season 1 Volume 2                   |       |
| 2013 | "Consider Me" | The Music of Nashville: Season 1 Volume 2                   |       |
| 2013 | "I'm A Girl" | The Music of Nashville, Season One: The Complete Collection |       |
| 2013 | "Used" | The Music of Nashville, Season One: The Complete Collection |       |
| 2013 | "Hangin' On A Lie" | The Music of Nashville, Season One: The Complete Collection |       |
| 2013 | "Trouble Is" | The Music of Nashville: Season 2, Volume 1                  |       |
| 2013 | "Can't Say No To You" (with Chris Carmack) | The Music of Nashville: Season 2, Volume 1                  |       |
| 2013 | "This Love Ain't Big Enough" | Hayden Panettiere As Juliette Barnes, Season 2              |       |
| 2013 | "Dreams" | Hayden Panettiere As Juliette Barnes, Season 2              |       |
| 2014 | "Everything I'll Ever Need" (with Jonathan Jackson) | The Music of Nashville: Season 2, Volume 2                  |       |
| 2014 | "He Ain't Gonna Change" (with Connie Britton) | The Music of Nashville: Season 2, Volume 2                  |       |
| 2014 | "Tell That Devil" | Hayden Panettiere As Juliette Barnes, Season 2              |       |
| 2014 | "Disappear" | The Music of Nashville: Season 3, Volume 1                  |       |
| 2014 | "Nothing In This World Will Ever Break My Heart Again (Live)" | Nashville: On The Record                                    |       |
| 2014 | "Celebrate Me Home" (with Clare Bowen, Connie Britton, Will Chase, Charles Esten, Jonathan Jackson, Sam Palladio, Aubrey Peeples, Chaley Rose and Lennon & Maisy) | Christmas With Nashville                                    |       |
| 2015 | "Bad Reputation" (with Will Chase) | baixar apenas                                               |       |
| 2016 | "Hole In The World" | The Music of Nashville: Season 4, Volume 2                  |       |
| 2016 | "One Place Too Long" | The Music of Nashville: Season 4, Volume 2                  |       |
| 2016 | "Boomtown" (with Will Chase) | The Music of Nashville: Season 4, Volume 2                  |       |

#### Videoclipes
| Ano  | Título                  | Diretor           |
| ---- | ----------------------- | ----------------- |
| 2004 | "My Hero is You"        |                   |
| 2004 | "Someone Like You"      |                   |
| 2005 | "I Fly"                 |                   |
| 2006 | "I Still Believe"       |                   |
| 2008 | "Wake Up Call"          | Chris Applebaum   |
| 2011 | "I Can Do It Alone"     |                   |
| 2012 | "Telescope"             | TK McKamy         |
| 2012 | "Fame"                  | Richard Madenfort |
| 2013 | "The Fabric of My Life" | Pam Thomas        |